# 郑国雄
郑国雄（1935年12月—2017年12月9日），广东中山人，中华人民共和国政治人物。曾任中共广东省委常委、组织部部长，新华社香港分社副社长、中央人民政府驻香港特别行政区联络办公室副主任等职。

## 生平
郑国雄1954年3月加入中国共产党。1956年1月，任中共广东省顺德县委办公室干事、副主任，组织部副部长。1966年1月，任中共顺德县桂洲公社、杏坛公社党委书记。1970年，任顺德县革命委员会副主任，县委常委、县委副书记。1973年，任中共佛山地委副书记、地区革命委员会副主任兼顺德县委书记、县革命委员会主任。1975年5月，任中共广东省委组织部副部长。1982年8月，任中共广东省梅县地委书记。1985年7月，任中共广东省委常委兼组织部部长。1990年，任中共港澳工委副书记、新华社香港分社副社长兼工委组织部部长、纪检组组长。1992年8月，任中共香港工委副书记、新华社香港分社副社长兼香港工委纪检组组长。2000年1月，任中央人民政府驻香港特别行政区联络办公室副主任，中联办特邀顾问。他也是中共第十四届中央纪委委员，第九届全国政协常委。
2017年12月9日在广州逝世，享年83岁。